# Linia kolejowa Szepetówka – Zdołbunów
Linia kolejowa Szepetówka – Zdołbunów – linia kolejowa na Ukrainie łącząca stację Szepetówka ze stacją Zdołbunów. Znajduje się w obwodach chmielnickim i rówieńskim. Zarządzana jest przez oddziały ukraińskich kolei państwowych: Kolej Lwowską (fragment Zdołbunów Południowy – Zdołbunów) i Kolej Południowo-Zachodnią (fragment Szepetówka – Semylitka).
Linia na całej długości jest dwutorowa i zelektryfikowana (z wyjątkiem odnóg do Sielc i Sławuty II, które są jednotorowe i nie są zelektryfikowane).

## Historia
Linia ta stanowi fragment dawnej Kolei Brzesko-Kijowskiej powstałej w 1873. Do końca I wojny światowej leżała w Rosji. W latach 1918–1939 położona była częściowo w Polsce i częściowo w Związku Radzieckim, następnie w całości leżała w Związku Sowieckim (1945–1991). Od 1991 znajduje się na Ukrainie.